# Апостол Зина
Апостол Зина (грч. Ζηνᾶν τὸν νομικὸν, Зин адвокат) је био један од седамдесет Христових апостола. Апостол Павле га спомиње у својој Посланици Титу (Тит 3,13).
Био је епископ града Лида.
Православна црква га прославља 27. септембра по јулијанском календару.